# Krabbenfischerei
Die Krabbenfischerei (auch Garnelenfischerei) ist ein Teilbereich der Fischerei und eine der ältesten Kulturtechniken der Fischerei in der Nordsee. Nordseegarnelen (Crangon crangon) die in Norddeutschland als Krabben oder Nordseekrabben bezeichnet werden (im Gegensatz zur Bezeichnung „Krabben“ im zoologischen Sinn), werden in vielen Küstenländern der Welt gefangen und wegen ihres hohen Proteingehalts als Nahrungsmittel genutzt.

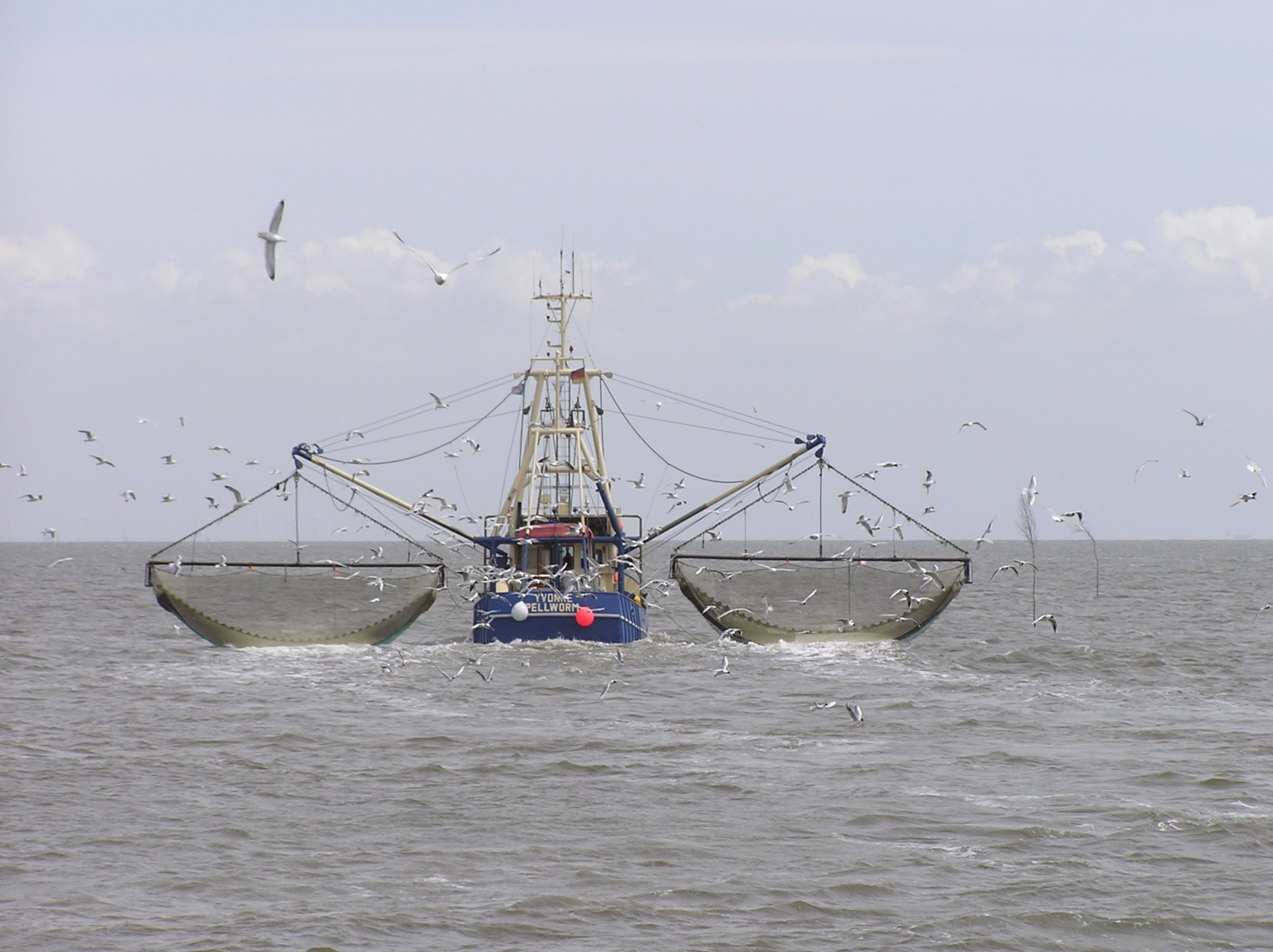
Krabbenkutter Ivonne aus Pellworm beim Fischen

## Garnelen

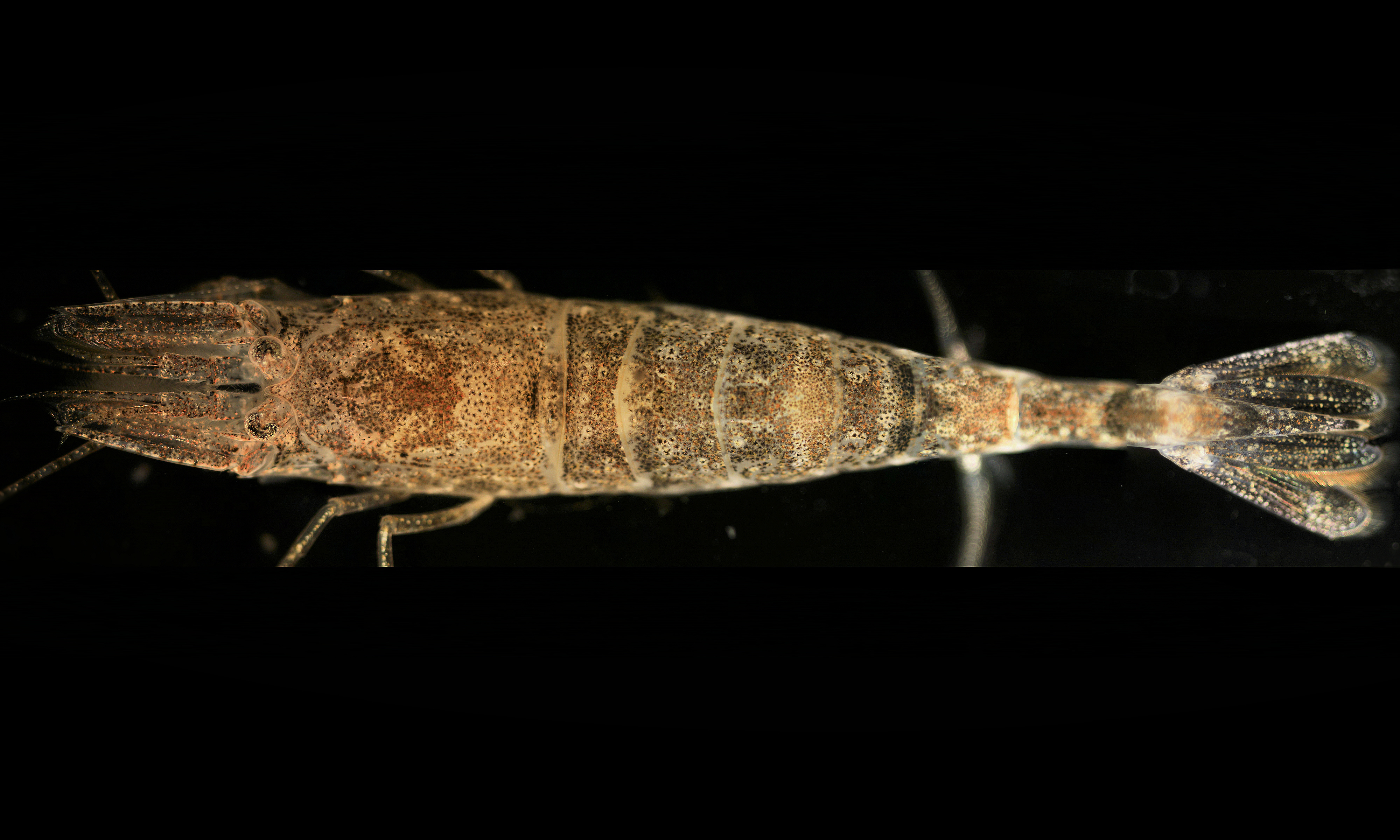
Objekt des Interesses: die Nordseegarnele (Crangon crangon, dorsal)

Unter dem Begriff Garnelen werden unterschiedliche Gruppen in der Bodenzone lebender oder freischwimmender Krebstiere zusammengefasst. Der allgemein gängige Begriff fasst nicht unmittelbar verwandte Krebse in einer Gruppe zusammen, allerdings gibt es auch Ausnahmen. Langusten, Hummerartige (beispielsweise „Scampi“ oder Kaisergranat) und in Süßwasser lebende Flusskrebse, wie der Louisiana-Flusskrebs (Procambarus clarkii), werden nicht zu den Garnelen gezählt.

### Nordseegarnele
Bedeutend für die Krabbenfischerei in der Nordsee ist vor allem die Nordseegarnele (Crangon crangon). Ihr Verbreitungsgebiet erstreckt sich vom Weißen Meer bis zur Atlantikküste Marokkos. Sie ist die am weitesten verbreitete Garnelenart der sandigen und schlickigen Küsten des Ostatlantiks und die einzige marine Garnele mit fischereiwirtschaftlicher Bedeutung für Deutschland. Weitere kleine Vorkommen finden sich auch in der Ostsee, im Mittelmeer und im Schwarzen Meer. Ihr Nordseebestand ist mit einer wirtschaftlich bedeutungslosen Anzahl Furchengarnelen Crangon allmanni untermischt. Seit 2003 wurden einzelne Exemplare, später dann größere Mengen von Nordseegarnelen in der Nähe von Reykjavík gefunden. Es wird vermutet, dass der Transport im Ballastwasser von Schiffen erfolgte und die Meereserwärmung jetzt eine Vermehrung auch in nördlicheren Breiten ermöglicht.
Nordseegarnelen bevorzugen als Habitat Flussmündungen. Mit den hier stark wechselnden Salzgehalten kommen sie gut zurecht. Der verminderte Salzgehalt schützt die Tiere sogar gegen viele marine Fischarten, außerdem liefern Flüsse große Mengen Nährstoffe. Es gibt Hinweise darauf, dass Nordseegarnelen von der unbeabsichtigten Düngung des Meeres durch eingeschwemmte Düngemittel (vor allem Phosphat) profitiert haben. Vor der Winterkälte ziehen sie sich in tieferes Wasser zurück.

### Tiefseegarnele

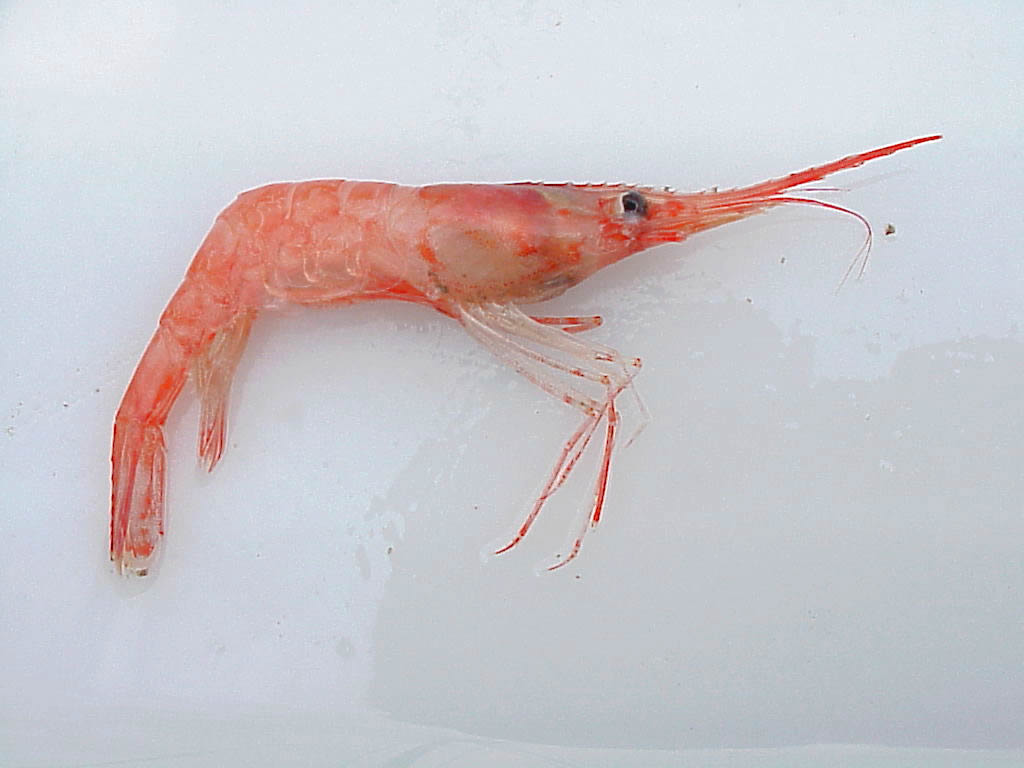
Eismeergarnele Pandalus borealis

Tiere aus der Familie der Tiefseegarnelen (Pandalidae) sind die weltweit am meisten gefischten Garnelen. Anatomisch fehlt die Schere am ersten Beinpaar, die sonst so typisch für die Zehnfußkrebse (Decapoda) ist. Sie ist nur bei einigen Arten stark verkümmert vorhanden. Viele Arten der Gattung Pandalidae tragen als Anpassung an den Tiefseelebensraum Leuchtorgane. Pandalidae haben eine große wirtschaftliche Bedeutung.
Die zur Familie Pandalidae gehörenden Eismeergarnelen Pandalus borealis, Pandulus danae und Pandulus platyceros kommen im nördlichen Teilen des Atlantiks und Pazifiks vor. Den überwiegenden Teil des Fangs macht Pandalus borealis aus.
Pandalus platyceros (auch California spot prawn oder Alaskan prawn) kommt hauptsächlich im Pazifik entlang der amerikanischen Küste von Unalaska Island, Alaska bis vor San Diego vor.
Die Eismeergarnele ist ökonomisch von großer Bedeutung und wird seit dem frühen 20. Jahrhundert vor Norwegen, aber auch in anderen Regionen als Nahrungsmittel gefangen. Im Lebensmittelhandel wird häufig auch die Bezeichnung Grönland-Shrimp verwendet.
Die Art Plesionika edwardsi lebt im Mittelmeer.
Eismeergarnelen der Gattung Metapenaeus kommen vor Indien, Japan, Madagaskar und Südafrika vor. Die Arten der Gattung sind um die 20 cm lang.
Die Verbreitung reicht von Neuengland und der kanadischen Ostküste über Grönland, Island, Spitzbergen, Norwegen und die Nordsee bis südlich in den Ärmelkanal. Im Pazifik ist sie vor Japan, im Ochotskischen Meer, der Beringstraße und vor Nordamerika südlich bis zum US-Bundesstaat Washington anzutreffen. Eismeergarnelen leben in Tiefen zwischen 10 und 500 Metern, über schlammigen Weichböden, bei Wassertemperaturen zwischen 2 und 14 °C. Eismeergarnelen können bis zu 12 cm lang und drei bis vier Jahre alt werden.
Die Eismeergarnele wird nicht nur als Nahrungsmittel, sondern auch als Rohstofflieferant gefangen: Shrimp Alkaline Phosphatase (SAP) ist ein Enzym, das in der Molekularbiologie verwendet und aus Pandalus borealis gewonnen wird. Das Chitin des Körperpanzers kann zu Chitosan oder Glucosamin weiterverarbeitet werden.

## Krabbenfischerei in der Nordsee

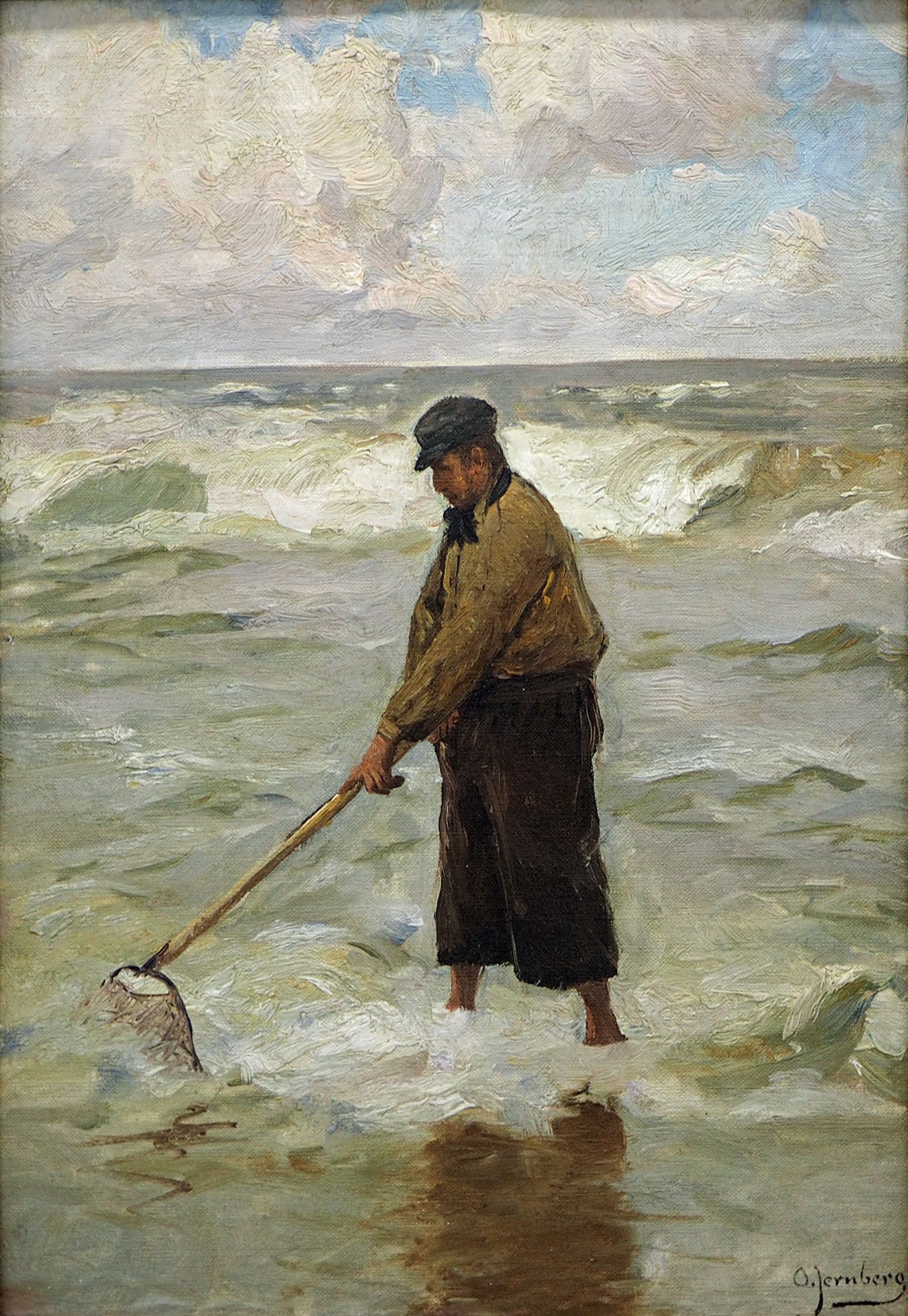
Krabbenfischer in der Meeresbrandung am Strand von Olof Jernberg

Spätestens seit dem 17. Jahrhundert wurden die Nordseegarnelen mit Netzen (auch Schiebehamen genannt) im Wattenmeer gefangen. Der erwerbsmäßige Fang der Sandgarnelen (Nordseegarnelen) begann an der Westküste Schleswig-Holsteins erst nach der Mitte des 19. Jahrhunderts im Zuge der Industrialisierung. Erst die Eisenbahn sowie neue Verfahren, die Krebstiere zu konservieren, ermöglichten das leichtverderbliche Lebensmittel außerhalb der unmittelbaren Fanggründe zu vermarkten. Bis dahin hatte es nur vor Ort eine Rolle gespielt. Die gefischten Krabben wurden lange lediglich als Viehfutter und Dünger genutzt.
Die „Pioniere“ des gewerblichen Krabbenfangs kamen jedoch nicht von der Westküste. Die Technik der Schleppnetzfischerei von Booten aus verbreitete sich von der Elbe her und kam aus Ostpreußen.
An der belgischen Küste werden auch heute noch zu touristischen Zwecken Nordseegarnelen von Fischern zu Pferde gefangen. An den flachen Nordseestränden der belgischen Küste ziehen Kaltblüter die Netze hinter sich her. Der Fang wird sofort am Strand gekocht und verkauft, beispielsweise beim Krabbenfest in Oostduinkerke/Flandern.
Seit dem Ende des 19. Jahrhunderts wird von Krabbenkuttern aus mit der Baumkurre gefischt. Dabei wird ein Grundschleppnetz über den Meeresboden geschleppt. Diese Technik wurde in Büsum entwickelt. Der Fang in den kalten Monaten (etwa Ende November bis Februar) fällt geringer oder ganz aus, weil die Nordseegarnelen sich dann in die tieferen Gewässer zurückziehen.

## Fang- und Fischereitechniken

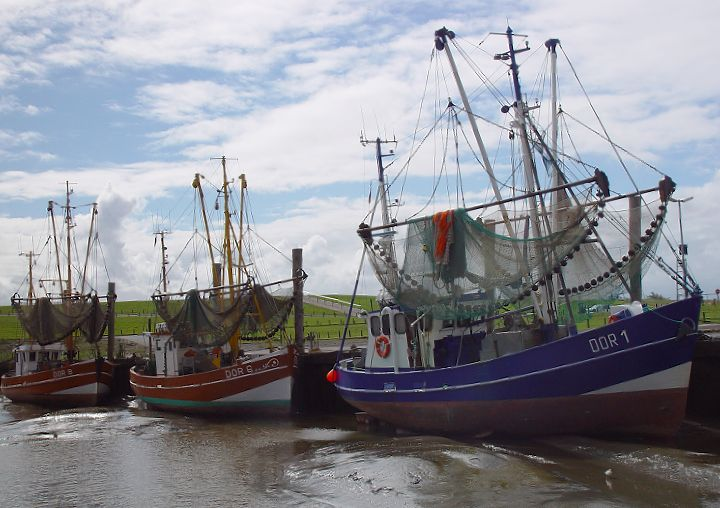
Krabbenkutter in Dorum-Neufeld

### Kutter
An der Nordsee entwickelte sich der Bootstyp der Krabbenkutter als ein speziell für den Fang von Nordseegarnelen ausgerüstetes flachbodiges Schiff.
Die Kutter können sowohl mit Kuttertakelung (ein Mast mit Auslegern für Großsegel, Klüver-, Fock- und/oder Großtoppsegel) oder traditionell als Gaffelketsch auf Fangreise gehen. Als Antrieb dient ein Schiffsdiesel, der einen in den meisten Fällen ummantelten Propeller antreibt. Im Wattenmeer und in den Küstengewässern wird die Krabbenfischerei von etwa 14 bis 20 Meter langen Krabbenkuttern betrieben. Die Krabben werden direkt an Bord verarbeitet.

### Baumkurre

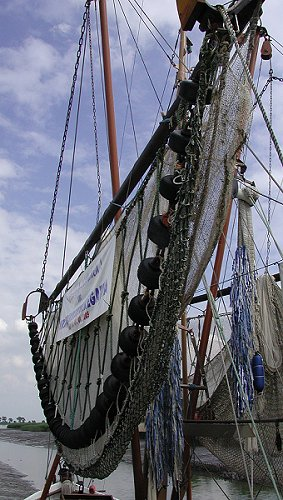
Baumkurre

Der Krabbenfang geschieht meist über zwei Ausleger, an denen die Fangnetze seitlich in das Wasser gelassen und dann an Rollen gleitend über den Meeresboden gezogen werden und dabei die Krabben aufschrecken und einfangen (Grundnetz = „Kurre“). Die Kurr ist ein beutelartiges Grundschleppnetz, das neben dem Fang von Nordseegarnelen auch für die Fischerei von Plattfischen (z. B. Schollen oder Seezungen) im Wattenmeer eingesetzt wird.
Eine 9,5 m lange Spiere, der sogenannte Kurrbaum, hält die Öffnung des Netzes unter Wasser offen. Über kufenartige Schuhe zieht der Fisch- oder Krabbenkutter das Netz über den Meeresboden. Der Unterrand des Netzes trägt eine 10,6 m lange Leine (Bleisehm), die mit Bleiknoten beschwert ist und die in neuerer Zeit auch durch eine mit altem Tauwerk (Schlatting) umwickelte Kette ersetzt wird. Jedes Ende des Kurrbaums trägt Eisenkugeln und als Gleitschuh auf dem Meeresboden ein Eisen, die Kurrklaue. Das Rollengrundtau unter der Netzöffnung beschwert die Baumkurre und löst beim Gleiten über den Meeresgrund Erschütterungen aus. Dadurch schrecken die Krabben und Plattfische vom Boden auf und können so vom Netz erfasst werden. Das Netz wird von den Fischern selbst filiert; es erfordert 22 kg Garn, und seine Länge beträgt 17 m.

### Verarbeitung auf See

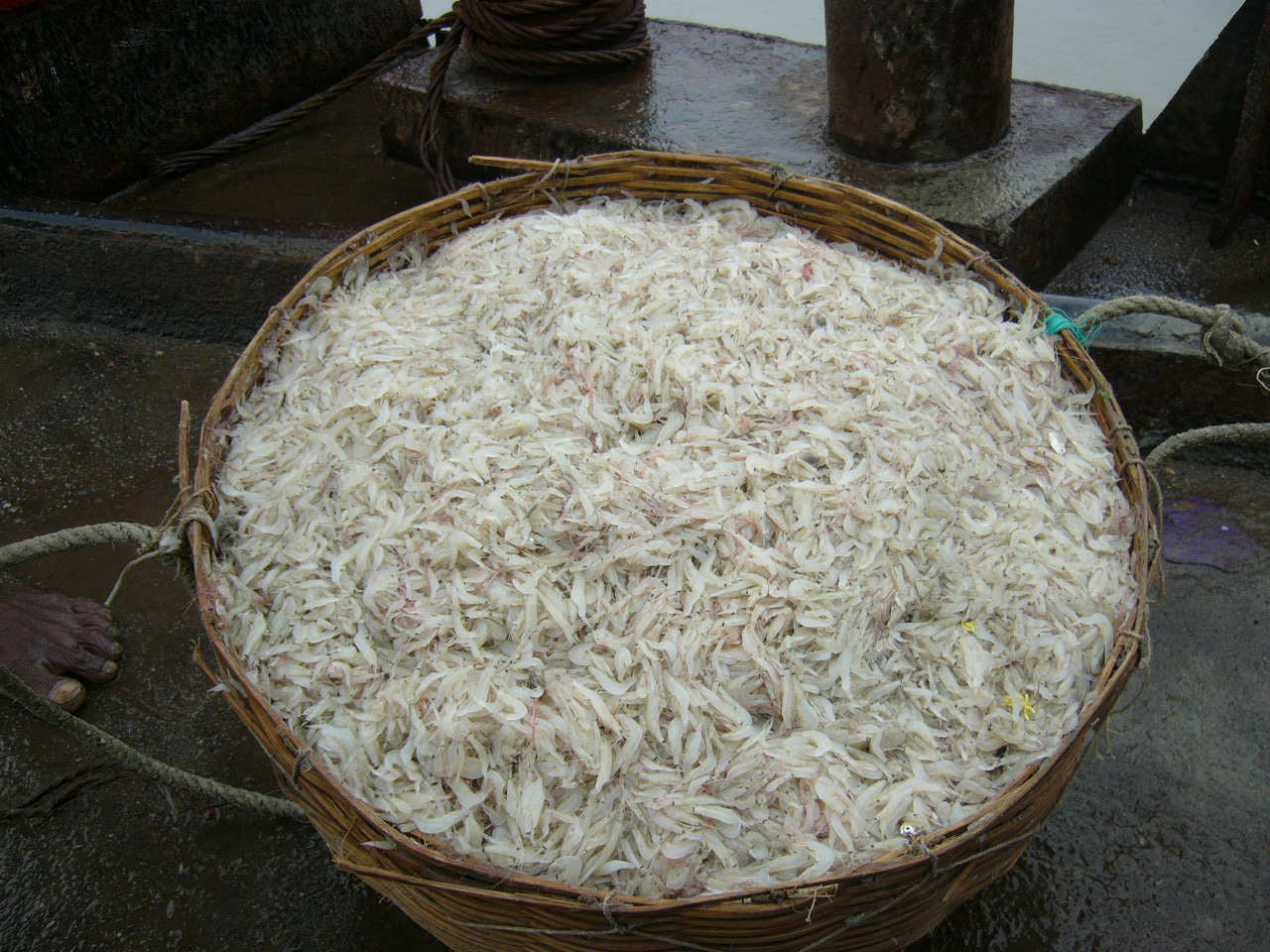
In Bangladesch werden die Garnelen nicht abgekocht und behalten ihre weißlich-durchsichtige Erscheinung

Als empfindliches Lebensmittel müssen die Garnelen schon an Bord abgekocht werden. Dies geschieht direkt im entnommenen Seewasser in einem Kochkessel, was den Tieren ihr spezielles Aroma verschafft. Die Garnelen sehen nach dem Kochen rosa bis rotbraun aus und haben sich in Richtung der Körperunterseite gekrümmt. Bei der Verarbeitung anfallender Beifang wird zumeist über Bord geworfen, weshalb Krabbenkutter meist von einem Möwenschwarm verfolgt werden.

## Situation der Krabbenfischerei in Deutschland

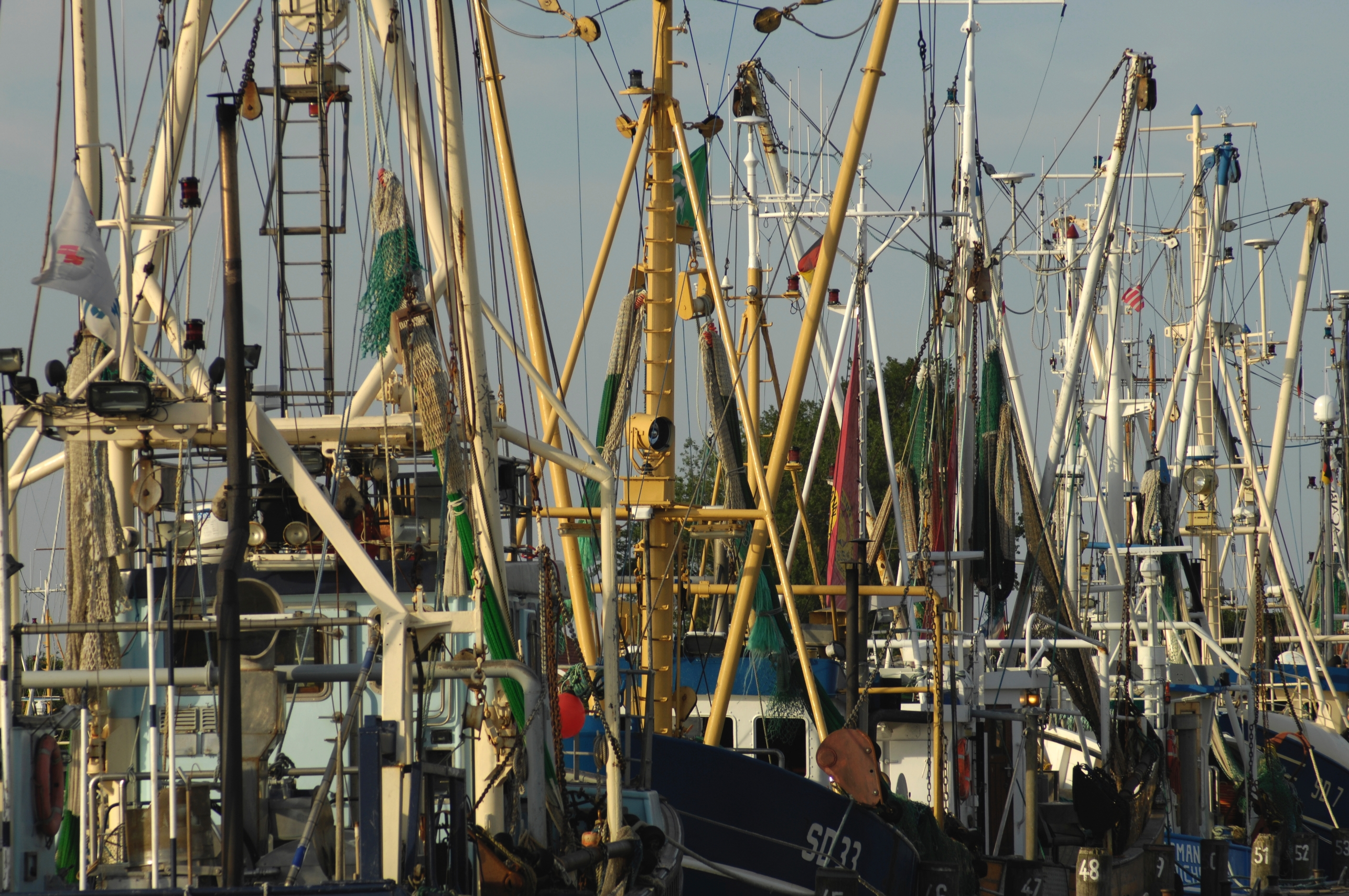
Fischereiflotte in Hafen von Büsum (2008)

In Deutschland fischen heute noch rund 280 Kutter an Nord- und Ostsee nach Garnelen (davon 93 in Schleswig-Holstein, der Rest in Niedersachsen). Stationiert sind die Kutter an Nord- und Ostsee in kleinen Häfen (Kutterhäfen), die oft auch über einen Verarbeitungsbetrieb für den angelandeten Fang verfügen. Zu den bekannten Kutterhäfen gehören Husum, Pellworm, Büsum (SH) und Dorum, Wremen, Greetsiel und Fedderwardersiel (NDS).
Der Umfang der Fänge betrug 2005 in der Nordsee etwa 38.000 Tonnen, was gegenüber früheren Jahren einen starken Anstieg bedeutete (1990er Jahre: etwa 10.000 Tonnen). Damit liegt die Garnelenfischerei in ihrer Bedeutung unter den Nordseefischereien an dritter Stelle. Etwa 85 % wurden von Deutschland und den Niederlanden erbracht. Es gibt keine Quotenregelung in der Europäischen Union. Die größten Krabbenfangstaaten sind Deutschland, die Niederlande und Dänemark.

### Fanggebiete
Die unter deutscher Flagge fahrenden Krabbenkutter fischen in der Nordsee hauptsächlich in den küstennahen Gewässern. Seewärts der 12-Meilen-Linie wird von deutschen Krabbenkuttern vergleichsweise wenig gefischt, von 2007 bis 2013 fanden dort nur rund sechs Prozent der Krabbenfischerei statt. Am stärksten ist die Befischung im Bereich des Eider- und des Elbeästuars, in den Tidebecken vor Büsum und in der Meldorfer Bucht sowie in der Osterems.
Über ein Drittel der deutschen Krabbenfischerei findet in Gebieten der Nationalparks Schleswig-Holsteinisches Wattenmeer und Niedersächsisches Wattenmeer statt. Daher fordern Natur- und Umweltschützer immer wieder Fangverbote für diese Regionen. Einschränkungen müssen die deutschen Krabbenfischer unter anderem aufgrund von Bauarbeiten für Seekabel von Offshore-Windparks hinnehmen. Das Kabel des Windparks Riffgat bei Borkum beispielsweise verläuft durch die Fanggründe einiger Krabbenfischer.

### Verarbeitung
Nach dem Anlanden werden die Krabben zunächst von Zwischenhändlern aufgekauft, die die Garnelen maschinell nach der Größe sortieren. Bei diesem Verarbeitungsschritt werden die Tiere mit Kochsalz, Benzoesäure und Zitronensäure zum ersten Mal konserviert. Nur die größeren Tiere gelangen in den Handel. Kleine Tiere werden überwiegend bereits an Bord aussortiert.
In Deutschland gelangt ein Teil der Krabben ungeschält in die direkte Vermarktung vor Ort oder im küstennahen Umland (Bremen, Hamburg, Lübeck, Kiel). Der größte Teil wird an die Verarbeiter verkauft, die die Krabben zum größten Teil zeitnah nach Nordafrika (Marokko und in andere Länder des Maghreb) transportieren. Dort werden die Tiere von Hand gepult. Die Arbeiter in diesen Ländern erhalten einen Bruchteil des Stundenlohnes eines europäischen Arbeitnehmers. Anschließend werden die gepulten Krabben reimportiert und entweder direkt vermarktet oder weiter verarbeitet. Von Fang bis zum Verkauf vergeht in der Regel eine Woche.

### Fangstopp 2011
Im Mai 2011 legten die Krabbenfischer an der Nordsee einen freiwilligen Fangstopp über mehr als vier Wochen ein. Kutter der Erzeugergemeinschaften aus Deutschland und den Niederlanden einigten sich darauf, so lange nicht mehr auszulaufen, bis ein Abnahmepreis für Krabben ausgehandelt war, der es den Fischern möglich machen sollte, wirtschaftlich zu arbeiten. Nach über vier Wochen einigten sich die Fischer mit dem Handel auf einen Marktpreis von 2,50 Euro, der wöchentlich um 10 Cent bis auf einen Kilopreis von drei Euro steigen sollte. Außerdem wurde die Fangmenge für die erste Woche nach dem Stopp auf 1500 Kilo pro Kutter begrenzt. Den Krabbenfischern ging es auch darum, auf ihre Arbeitssituation und die wirtschaftliche Lage der kleinen Betriebe aufmerksam zu machen. Den Streik für bessere Erzeugerpreise betrafen nicht alle Krabbenfischer. Einige Abnahmefirmen garantierten weit höhere Preise als z. B. die marktbestimmenden niederländischen Abnahmebetriebe. Aus Solidarität fuhren die eigentlich nicht betroffenen Fischer ebenfalls nicht zum Krabbenfang auf die Nordsee.
Die damalige Bundeslandwirtschaftsministerin Ilse Aigner (CSU) hatte angekündigt, für 2011 die Zahl der prämienbegünstigten Stillliegetage von 40 auf 50 Tage anzuheben. Niedersachsens Landesregierung hatte zugesichert, die Kosten für die Nachrüstung der rechtlich geforderten elektronischen Logbücher in Höhe von insgesamt 375.000 Euro für alle 125 Krabbenkutter zu übernehmen.

### Erzeugergemeinschaft der deutschen Krabbenfischer (EzDK)
Im Mai 2012 trafen sich in Wardenburg im Landkreis Oldenburg Krabbenfischer aus mehr als 100 Fischereibetrieben. Sie unterzeichneten zunächst eine Absichtserklärung zur Gründung einer eigenen Erzeugergemeinschaft. Dabei wurden sie vom damaligen Landwirtschaftsminister Niedersachsens Gert Lindemann (CDU) unterstützt.
Im August 2012 hatten sich rund 120 Krabbenfischer aus Niedersachsen und Schleswig-Holstein zusammengeschlossen. Im September 2012 wurde die Erzeugergesellschaft gegründet. 96 von insgesamt circa 160 Berufsfischern hatten sich der Gesellschaft angeschlossen. Ihre Fangmengen machten 2012 zusammen genommen etwa 20 Prozent der europaweit angelandeten Nordseegarnelen aus.
Philipp Oberdörffer, Fischereibiologe und einer der vier Geschäftsführer der EzDK, sieht in der Gründung der Erzeugergemeinschaft einen großen Gewinn: „Wir können wieder von unserer Arbeit leben. (...) Wir mussten unsere Kräfte bündeln, um unsere Existenzen zu sichern. Es gab keine Alternativen. (...) Wir wollen Ruhe in den Markt bringen und die Schwankungen in den jährlichen Erträgen ausgleichen. Wir wollen eine Situation schaffen, mit der Fischer, Handel und Konsumenten zufrieden sind.“ Wesentliche Neuerung ist, dass die organisierten Kuttereigner nicht mehr wie in der Vergangenheit mit ihren Abnehmern Einzelverträge abschließen. Die Einzelverträge wurden aufgekündigt, zugunsten eines einheitlich Kontraktes, den die Erzeugergemeinschaft stellvertretend für alle teilhabenden Krabbenfischer künftig aushandeln wird.

### Erzeugergemeinschaft Küstenfischer der Nordsee GmbH
Parallel zur Gründung der Erzeugergemeinschaft der deutschen Krabbenfischer GmbH haben sich in Ostfriesland 24 Fischer mit 32 Schiffen zusammengefunden und sich zur Erzeugergemeinschaft Küstenfischer Nordsee GmbH zusammengeschlossen. Im November 2013 wurde ihnen die Anerkennung als EU-Erzeugerorganisation durch das Niedersächsischen Ministerium für Ernährung, Landwirtschaft und Verbraucherschutz verliehen. Die Fischer vermarkten ihre Speisekrabbenfänge über ihre Organisation in Ostfriesland, hauptsächlich an 2 regionale Krabbenvermarkter. Ihr Ziel den regionalen ostfriesischen Krabbenmarkt zu versorgen sind sie damit treu geblieben.

### Erzeugergemeinschaft der Küstenfischer Tönning, Eider, Elbe und Weser w.V.
Die EO-TEEW ist am 9. Oktober 1995 durch Urkunde des Ministers für Ernährung, Forsten und Fischerei des Landes Schleswig-Holstein (AZ: VIII 410 b/18.3) im Rahmen der EWG-Verordnungen Nr. 3759/92, 105/76 und 2939/94 anerkannt worden. Insgesamt sind 32 Fischereibetriebe, bis auf einen Elbfischer handelt es sich um Krabbenfischereibetriebe, die entlang der schleswig-holsteinischen Westküste und dem Wurster Land (Niedersachsen) beheimatet sind. Die unternehmerische Entscheidung in ihrer unabhängigen Organisation sich weiterhin zu organisieren und den Markt zu bedienen, haben sie für sich selbst getroffen

## Naturschutz und Garnelenfischerei
Der Großteil der deutschen Krabbenfischerei geschieht in den Wattenmeer-Nationalparks. Die gewerbliche Krabbenfischerei ist sowohl in Robben- und Vogelschutzgebieten als auch in den Schutzzonen 1 (höchster Schutz) der Nationalparks zulässig.
Innerhalb der 12-Seemeilen-Zone darf nur mit Fahrzeugen bis 300 PS gefischt werden. Ein Problem stellen für Naturschützer und regionale Krabbenfischer die großen, modernen Kutter (bzw. Trawler) dar, die außerhalb des Wattenmeeres mit schwerem Geschirr und leistungsstarken Maschinen auch im Winter fischen.
Bei der Regelung für die Krabbenfischerei wurde in den Nationalparkgesetzen honoriert, dass es sich dabei um eine regionale Kulturtechnik handelt, die mit relativ kleinen Kuttern in „nachhaltiger Weise“ durchgeführt wird. Seit 2017 haben die Krabbenfischer der Länder Deutschland, Niederlande und Dänemark das MSC-Siegel für nachhaltige Fischerei.

### Beifang
Der Beifang an Jungfischen war bei der traditionellen Garnelenfischerei mittels Baumkurre hoch. Viele kleine Fische und Meerestiere gingen ins Netz. Sie wurden zwar rasch wieder ins Meer zurückgeworfen, überlebten dort aber oft nicht. Die fischereilich wichtigste Art im Beifang waren Schollen: Eine knappe Milliarde junger Schollen (das sind 8–30 Prozent aller Jungschollen) starben bei der europäischen Garnelenfischerei. Wären sie groß geworden, wären nach Schätzungen 12.000 Tonnen Schollen in der Nordsee mehr gefangen werden. 
Deshalb forderten Naturschützer den Einsatz von selektivem Fanggerät. Im Zuge der Erteilung des MSC-Siegels wurde zur Auflage gemacht, dass bei Krabbenkuttern Siebnetze, die mit Fluchtschleusen ausgestattet sind, eingesetzt werden. Auch wurden Auflagen zum Management der Fischerei gemacht, der einen freiwilligen Bewirtschaftungsplan enthält. Seit 2017 werden die Maschen der Netze kontinuierlich vergrößert, um Beifang zu vermeiden.
Verbleibt trotzdem noch Beifang, wird dieser mit automatischen Sortiermaschinen zum größten Teil lebend wieder dem Meer übergeben. Die Bestände der Arten des Beifangs sind nach Auskunft der MSC in der Nordsee gesund, werden kontinuierlich überwacht.
Die Naturschutzbehörde Oregons entwickelte gemeinsam mit der Fang-Flotte ein System zur Reduktion des Beifangs. Dabei handelt es sich um ein am Netzeingang befestigtes Gitter, das den Beifang größerer Fische reduziert. Es eignet sich für Garnelen-Trawler, die zwei Netze schleppen („Double Rigging“). Auf einem „Double-Rigger“ befindet sich das Fanggerät manchmal eine Zeitlang über der Wasseroberfläche, wodurch das „Nordmøre-Gitter“ (herkömmliche, quadratische Gitter, das Fische nach oben und aus dem Netz herauslotst) ins Schleudern gerät und das Netz beschädigt. ODF&W entwickelten ein günstigeres, da rundes Gitter. Die seit 2002 gesetzlich vorgeschriebene Maßnahme hat den Beifang von Seehechten, Amerikanischer Seezungen und Rockfish beträchtlich verringert.

## Krabbenverarbeiter

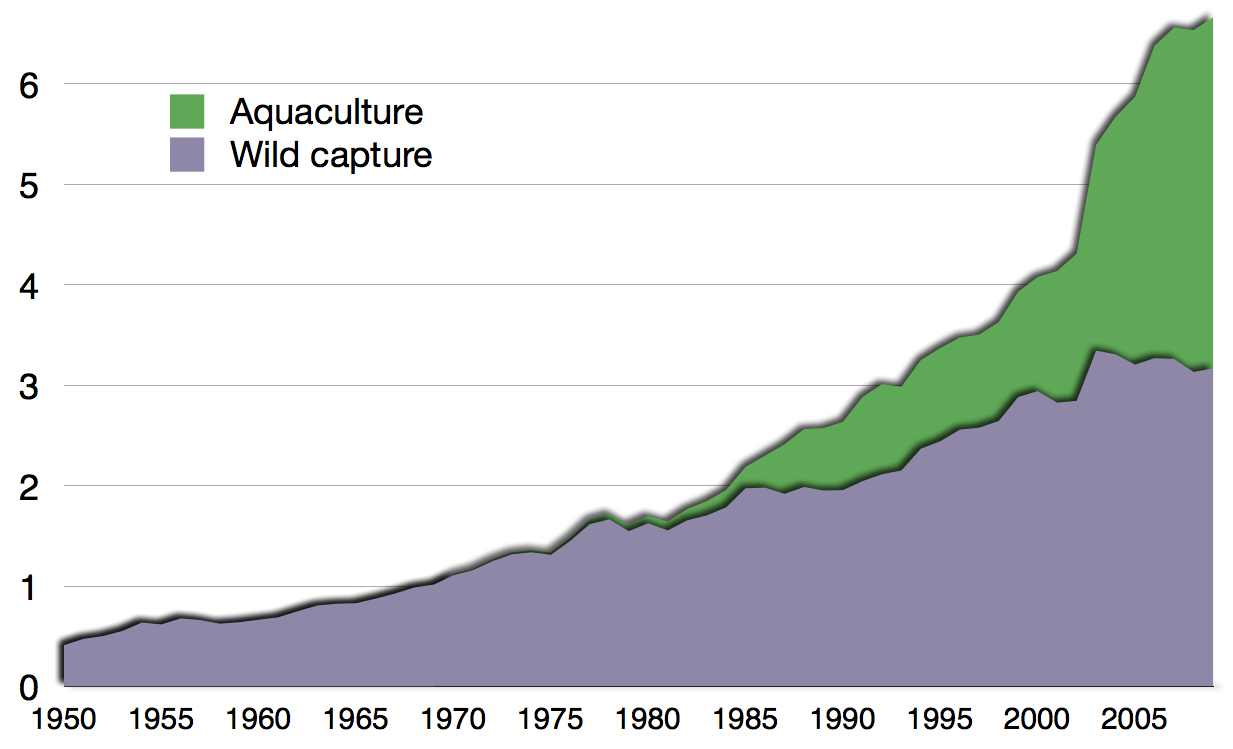
Seit Anfang der 1980er Jahre nimmt der Anteil der in Aquakulturen gezüchteten Garnelen in der weltweiten Produktion stetig zu. (Quelle: FAO nach Daten der FishState Database)

Ein krabbenverarbeitendes Unternehmen in Deutschland ist die de Beer GmbH & Co. Krabbenhandels KG in Greetsiel, bei der es sich um ein ostfriesisches Großhandelsunternehmen mit Eigenflotte handelt. Weitere unabhängige Vermarkter von Nordseekrabben sind die Firmen Stührk Delikatessen (Insolvent 2016), Gustav Rentel OHG, Krabben Kock Büsum (2015 verkauft an Parlevliet & Van der Plas), Klaas Puul Deutschland und die Siebrands Fischereibetrieb GmbH & Co. KG in Greetsiel. In den Niederlanden sitzt das Unternehmen Heiploeg als größter Garnelenverarbeiter Europas (seit 2014 eine Tochter von Parlevliet & Van der Plas), sowie als Nr. 2 des dortigen Marktes die Fa. Klaas Puul.